# Nikki Cox
Nikki Cox (Los Ángeles, California, 2 de junio de 1978) es una actriz estadounidense. Es conocida principalmente por sus papeles en las series de televisión Unhappily Ever After (Infelices Para Siempre) y Las Vegas.

## Trayectoria
La carrera de Cox como artista comenzó a la edad de cuatro años, cuando participó como bailarina de ballet en varias producciones televisivas y especiales para televisión. Fue en 1988 cuando apareció en el videoclip de Michael Jackson titulado "Badder", versión infantil del famoso videoclip "Bad" incluido en la película Moonwalker. Sería a los diez años cuando comenzase su andadura como actriz, apareciendo en varias películas y como artista invitada en conocidas series como Eerie Indiana, Baywatch, Webster, California Dreams, Star Trek: The Next Generation o Blossom. También participó, ya como protagonista, en la serie General Hospital, de 1993 a 1995.
Sus numerosas apariciones en tan variadas series de televisión la llevaron a conseguir su primer papel protagonista en una serie emitida en prime time como Tiffany Malloy, en la comedia de situación Unhappily Ever After (Infelices Para Siempre), emitida por la cadena WB entre 1995 y 1999, emitida en España por La 2 en 1998 y 1999. En esta serie interpretaba a la hija predilecta del matrimonio, una adolescente a punto de terminar el instituto y comenzar la universidad, muy sexy aunque de apariencia inocente, y tan inteligente como retorcida, manipuladora de todos los que vivían a su alrededor (principalmente, su hermano menor y su padre).
Tras el fin de la emisión de Infelices Para Siempre, dio vida a Taylor Clayton en otra comedia de situación, The Norm Show y fue la protagonista de otra serie de comedia llamada Nikki, la cual sólo se emitió durante dos temporadas entre los años 2000 y 2002. En 2003 se incorporó al reparto inicial de Las Vegas, hasta 2007, año en el que finalmente abandonó la serie por recortes en el presupuesto. 
Nikki ha participado en el capítulo 16 de la tercera temporada de la serie Entre Fantasmas.

## Vida personal
En 2006 se casó con Jay Mohr, actor de la serie Entre fantasmas con quien tuvo un hijo. En agosto de 2018 se divorciaron.

## Filmografía (Selección)
- ¡Corre, Ronnie, Corre!.
- El Profesor Chiflado 2 (2002).
- Glimmer Man (1996), aparece en una breve escena siendo interrogada por Steven Seagal en el papel de Millie.
- Ella gritó no (1996), película para televisión
- Terminator 2: el juicio final (1991), igualmente tiene una brevísima aparición siendo interrogada por el T-1000 con la apariencia de un policía.